# Istorija Iraka
Sadašnja teritorija moderne države Irak je definisana Anglo-iračkim sporazumom iz 1922 koji je proizašao iz Iračkog ustanka iz 1920. protiv britanske okupacije. Ona je centrirana na Donjoj Mesopotamiji (što korespondira istorijskoj Vaviloniji, kasnije isto tako poznatoj kao ʿIrāq-i ʿArab), ali isto tako obuhvata deo Gornje Mesopotamije, kao i Sirijske pustinje i Arabijske pustinje. Istorija ove oblasti je osvedočila neke od najranijih pisama, literature, nauka, matematike, zakona i filozofija; stoga nosi ustaljeni epitit kolevka civilizacije.

## Drevna Mesopotamija
Područje suvremenog Iraka je bilo skoro istovjetno području prve civilizacije u Mesopotamiji. Mesopotamska ravnica, smeštena između Tigrisa i Eufrata (arapski Dijla i Furat), je deo Plodnog polumeseca. Tim područjem su vladale mnoge dinastije i carstva kao što su Sumer, Akad, Asirija i Vavilonija.

### Sumerani i Akađani
U Mesopotamiji se sumerska kultura razvila oko 3000. p. n. e. Život sumerske kulture je bio obeležen s dva važna faktora: nepredvidljivost dve reka, koje su u svakom času mogle poplavama uništiti kompletno stanovništvo, kao i bogatstvo rečnih dolina, izazvano vekovima natapanja tla.
Takvo stanje stvari je stvorilo ekonomsku osnovu za civilizaciju, ali i potrebu za čvrstom društvenom organizacijom radi obrane od poplava. Sumeri su takođe bili prisiljeni da se brane od susednih naroda, kao što su Elamiti u današnjem zapadnom Iranu.
Sumersku dominaciju nad Mesopotamijom su prvi uspešno izazvali Akađani, semitski narod porekom s Arabijskog poluostrva. Godine 2340. p. n. e. veliki akadski vladar Sargon je osvojio Sumer i stvorio Akadsko carstvo koje je zavladalo većinom sumerskih gradova-država i proširilo se sve do Libana.
Sargonovo carstvo nije dugo potrajalo. Godine 2125. p. n. e. sumerski grad Ur u južnoj Mesopotamiji se pobunio, a Akadsko carstvo je palo i bilo zamenjeno obnovljenim sumerskim gradovima-državama.

### Vavilonci, Mitanni i Asirci
Sumerska civilizacija je u 21. i 20. veku p. n. e.. doživela renesansu zahvaljujući gradu-državi Ur i njenoj Trećoj dinastiji. Međutim, sumerski karakter Mesopotamije je već bio promenjen sa doseljavanjem sve većeg broja semitskih Amorita, a čije će države nakon elamskog osvajanja Ura 1940. p. n. e. početi da dominiraju tim područjem. Početkom 2. milenijuma pne. za prevlast su se borili Isin i Larsa, ali se na kraju kao glavni grad nametnuo Vavilon. Njegov vladar Hamurabi je u 18. veku p. n. e.. uspostavio carstvo koje se prostiralo od Persijskog zaliva do Mediterana, odnosno državu koja će kasnije biti poznata kao Vavilonija.
Početkom 16. veka p. n. e.. Vavilonija je pala pod vlast kasitskih osvajača, dok su na severu Asirci stvorili vlastitu državu koja se smatrala svojevrsnim baštinikom Akadskog carstva. Asirci će se s vremenom osloboditi dominacije države Mitani sa zapada te početi da prodiru na jug, kako bi sami dominirali Vavilonijom. Asirsku vlast su Vavilonci uspeli da svrgnu krajem milenijuma.

### Kaldejci i Neovavilonsko carstvo
Oko godine 800. p. n. e. na području Mesopotamije se naseljava semitski narod zvan Kaldejci, koji će s vremenom dobiti važnu ulogu u kulturnom razvoju Iraka i antičkog sveta, ali i političkim sukobima Asirije i Vavilonije.
Na njih je važan uticaj imao novi uspon Asirije, koja će s vremenom postati poznata kao veliko tzv. Novoasirsko carstvo. Ono se s vremenom proširilo na Vaviloniju, iako su Vavilonci tome vekovima pružali žestoki otpor i dizali ustanke. Asirija se s vremenom proširila na Siriju, delove današnje istočne Turske, potom na Palestinu da bi svoj vrhunac dobila sredinom 7. veka p. n. e.. Tada je pod Asarhadonom osvojen Egipat, a pod Asurbanipalom današnji jugozapadni Iran. Ta se država smatra prvim svetskim carstvom u istoriji, ali je kratko potrajala.
Odmah nakon smrti Asurbanipala, Vavilonci i Kaldejci pod Nabopolasarom su 626. p. n. e. digli ustanak, oterali Asirce, a potom napali njihovu zemlju uz pomoć medijskih saveznika. Godine 612. p. n. e. je uništena asirska prestolnica Niniva, a pet godina kasnije Egipćani poraženi u bici kod Karkemiša kojom je uspostavljena vavilonska dominacija nad najvećim delom nekadašnjih asirskih područja. Pod dugom i uspešnpm vladavinom Nabukodonosora Velikog je stvorena država poznata kao Novovavilonsko carstvo.

## Mesopotamija u antičkom periodu
Za vreme Nabukodonosorovih naslednika je vavilonska država oslabila, a što su najbolje iskoristili njeni istočni susedi Persijanci. Oni su pod vodstvom dinastije Ahemenida stvorili državu i godine 539. p. n. e. pod vodstvom Kira Velikog osvojili ne samo Vavilon, nego i celu teritoriju današnjeg Iraka. Ona se tako našla u središtu još većeg carstva koje se na svom vrhuncu prostiralo od Dunava do Indije, odnosno od Nila do Centralne Azije. Mesopotamija je delila sudbinu te države sve do 331. p. n. e. kada je Ahemenide srušio makedonski kralj Aleksandar Veliki koji je Vavilon učinio središtem svoje države.
Godine 323. p. n. e. Aleksandar je umro, a njegovo golemo carstvo se raspalo zbog ambicija i svađa među njegovim generalima (dijadosima). Među njima je Seleuk I Nikator do 305. p. n. e. uspeo da osvoji najveći deo, koji je uključio Irak, te da stvori vlastitu državu koja će kasnije biti poznata kao Seleukidsko carstvo. Ta je, država, međutim u 2. veku p. n. e.. oslabila u ratovima s Rimljanima na zapadu, kako i u unutarnjim sukobima.
To su najbolje iskoristili Parti, iranski nomadski narod iz Centralne Azije koji su prodrli na Iransku visoravan, a potom krajem 2. veka p. n. e.. uspeli da Seleukide isteraju iz Mesopotamije. Tako je stvoreno Partsko carstvo koje je svoju prestolnicu imalo u Ktesifonu. Parti će se s vremenom početi da se sukobljavaju sa Rimljanima, a današnji Irak će povremeno dolaziti pod rimsku vlast, kao za vreme cara Trajana.
U 3. veku je Parte zbacila lokalna iranska dinastija Sasanida te je država, isto kao i Irak, postala novo Sasanidsko carstvo. Ono je bilo administrativno podeljeno na četiri velike celine, od kojih je Irak pokrivala oblast poznata kao Kvarvaran. Sasanidi, isto kao i Parti, su vodili česte ratove sa Rimljanima pri čemu su delovi Iraka često prelazili iz ruke u ruku. Od 4. veka, pak, ti sukobi nisu više bili samo posledica suparništva dve svetske sile, nego imali i karakter verskog sukoba - Sasanidska Persija, u kojoj je službena vera bio zoroastrizam, nije htela da dozvoli da se iz rimskih područja širi hrišćanstvo.

## Arapska Mesopotamija
Ti su se sukobi nastavili i nakon što je Rimsko carstvo podeljeno, odnosno njegov istočni deo postao Vizantijsko carstvo. Dugotrajni ratovi Vizantijaca i Persijanaca su eskalirali u 7. veku, doveli do pustošenja Bliskog istoka i prekida najvažnijih trgovačkih ruta između Istoka i Zapada.
Kao alternativna trgovačka ruta se nametnula Arabija, a i tamošnje stanovništvo - Arapi - se postepeno počelo naseljavati u opustošena područja, uključujući Irak. Pojava islama u Arabiji je Arapima dala i ideološku osnovu da zauzmu ta područja. U odlučujućoj bici kod bitci kod al-Kvadisijaha 636. godine Arapi su porazili Persijance te je današnji Irak pao pod arapsku kontrolu i postao deo, a kasnije i središte prvog arapskog, odnosno islamskog kalifata koji će svoj vrhunac imati pod dinastijom Abasida godine 750.
Uz arapske doseljenike, koji su izpočetka sagradili vlastite tvrđave, a kasnije gradove kao Basra, lokalno stanovništvo se relativno brzo islamizovalo. Nekadašnji izraz Kvarvaran je sve više počeo zamenivati izraz Irak, arabizovane persijske reči Erak koja je označavala „donji Iran”.
Period od 8. do 13. veka se često naziva Zlatno doba islama, a upravo tada je Bagdad kao abasidska prestolnica bio i glavno ekonomsko i kulturno središte, odnosno najveći i najvažniji grad na svetu.
Iako Irak nije bio neposredno pogođen krstaškim ratovima, haos u regiji se s vremenom odrazio i na to područje. Invazija Mongola 1258. godine i uništenje Bagdada su Iraku zadali udarac nakon koga je to područje počelo da gubi svoju kulturnu i ekonomsku važnost.

## Mesopotamija pod turskom vlašću
Haos koji su iza sebe ostavili Mongoli su najbolje iskoristili razni turski nomadski narodi. Krajem 14. veka delove severnog Iraka je zauzela turkmenska država Kara Kojunlu. Nju je godine 1466. potukla turkmenska Ak Kojunlu država. Njih je porazila i iz Iraka oterala persijska dinastija Safavida 1508. godine.
Safavidi se, međutim, nisu mogli nositi s još moćnijom turskom državom - Otomanskim carstvom. Irak je pod njihovu vlast došao 1533. godine, iako je na nekim područjima ta vlast bila nominalna, odnosno svodila se na simbolični autoritet otomanskog kalifa nad lokalnim plemenima. Irak je nastavio da gubi svoju ekonomsku važnost, postavši graničnim uporištem prema Safavidima, koji su ga u 17. veku nakratko uspeli zauzeti.
Slabljenje otomanske vlasti se u 18. veku odrazilo i na Irak. Godine 1747. je data autonomija mamelucima, da bi godine 1831. Porta ponovno preuzela direktnu vlast.
Irak dobija na ekonomskoj i strateškoj važnosti početkom 20. veka zbog nalazišta nafte te se za njega počinju zanimati kako Britanska imperija tako i Nemačko carstvo. Otomansko carstvo se nastojeći da zadrži kontrolu nad tim područjima, odlučilo okrenuti Nemačkoj te je započet projekat Bagdadske željeznice koji neki istoričari smatraju jednim od glavnih uzroka izbijanja prvog svetskog rata.
Nekoliko meseci po izbijanju rata, Turska se priključila Centralnim silama. Zbog toga je Irak postao bojište, a britanski prodor u Mesopotamiju je godine 1916. zaustavljen porazom kod Kuta. Britanske snage su se pregrupirale i godinu dana kasnije osvojile Bagdad. U međuvremenu su Britanija i Francuska sporazumom Sajks-Pikota odredile da će Irak potpasti u britansku sferu uticaja. Godine 1918. je Otomansko carstvo kapituliralo i time je prestala turska vlast nad Mesopotamijom.

## Kraljevina Irak
Mirovni sporazum u Sevrsu je godine 1920. odredio da područje današnjeg Iraka postaje mandatno područje Lige naroda, a Britanija je ovlaštena da njime privremeno upravlja dok se ne steknu uslovi da Irak postane samostalna država. Ti su događaji u Iraku doveli do kratkotrajnog ustanka koji je krvavo ugušen. Godine 1921. na konferenciji u Kairu je određeno da će hašemitski poglavar Fejsal I od Iraka postati nominalni poglavar nove države.
Britanski mandat u Mesopotamiji je formalno okončan 1932. kada je Kraljevina Irak stekla nezavisnost i ušla u Ligu naroda. Međutim, ta je država nizom ugovora bila čvrsto vezana uz Britaniju, a u Iraku su postojale brojne britanske vojne baze. Takvo je stanje stvari bilo uzrok sve većeg nezadovoljstva među arapskim nacionalistima.
Nacionalizam se proširio i u iračku vojsku. Za vreme Drugog svetskog rata, u trenutku najveće slabosti Britanskog carstva, grupa oficira je 1. 4. 1941. na vlast državnim udarom dovela nacionalističkog premijera Rašida Alija. Njegov pokušaj da uz pomoć Sila osovine otera Britance doveo je do kratkotrajnog anglo-iračkog rata i britanske okupacije koja je završila 1947. godine.
Iako okupiran, Irak je 1945. ušao u UN i Arapsku ligu. Godine 1948. je učestvovao na strani drugih arapskih država u ratu protiv Izraela.
Godine 1956. je Britanija, nastojeći stvoriti protivtežu panarapskom pokretu Gamala Abdala Nasera podstakla stvaranje Bagdadskog pakta, čiji je član bio i Irak. To je izazvalo duboko nezadovoljstvo prozapadnom politikom premijera Nurija al-Saida i mladog kralja Faisala . Dana 14. 7. 1958. u Iraku su nacionalistički oficiri na čelu s pukovnikom Abdul Karimom Kassimom izvršili državni udar, te ubili Faisala i kraljevsku porodicu.

## Irak kao republika
Kasimov pučistički režim je Irak proglasio republikom i izvukao ga iz Bagdadskog pakta. Godinu dana kasnije poslednje britanske trupe su se povukle iz Iraka i nova država je konačno bila suverena u punom smislu reči.
Kasimovi republikanci su se, međutim, oštro podelili na dve frakcije - panarabiste i komuniste, a problem za novi režim su predstavljale i sve jače težnje iračkih Kurda za autonomijom ili nezavisnom državom. Dok je Kasim nastojao da balansira između tih svih frakcija, vojska je sve više bila pod uticajem panarabističke partije Baas. Na Kasima su članovi Baasa već godine 1959. pokušali atentat, a 1961. je Kasimov režim destablizovan kada je Kuvajt - britanski protektorat koji je Irak smatrao delom svoje teritorije - proglasio nezavisnost, a Kasim nije mogao ništa da učini da to spreči.
Baasisti su se u februaru 1963. osetili dovoljno jakim da izvrše državni udar. Kasim je svrgnut i nakon kraćeg suđenja pogubljen. Novi basistički predsednik Ahmed Hasan al-Bakr je na položaju ostao tek nekoliko meseci. Već u novembru je feldmaršal Abdul Salam Arif izvršio kontraudar. Njegovu politiku, usmerenu prema saadnji s komunistima i Sovjetskom Savezu, nakon smrti u helikopterskom udesu 1966. je nastavio brat Abdul Rahman Arif.
Arifov prosovjetski režim je, uz diskretnu pomoć CIA-e, u julu 1968. godine u beskrvnom puču srusila stranka Baas, a al-Bakr je ponovno postao predsednik. To je bio poslednji državni udar u istoriji Iraka, a novi režim je, koristeći brutalne metode obračuna s političkim protivnicima, uspe da državu učiniti stabilnom.
Iako su baasisti na vlast došli uz američku pomoć, nacionalizirali su posede stranih naftnih kompanija počeli balansirati između Zapada i Istoka. Naftni šok je Iraku doneo je velike prihode, a koje je Baas uložio kako bi što više modernizovao zemlju i podigao životni standard stanovništva. Period 1970-tih godina, odnosno al-Bakrova vladavina se često u Iraku zbog toga smatra zlatnim dobom, iako je i u to doba vlast zapravo držao al-Bakrov rođak i desna ruka Sadam Husein.

## Irak pod Sadamom Huseinom
Al-Bakr je u julu 1979. podneo ostavku te je Sadam Husein i formalno preuzeo vlast. Već na samom početku su njegovu vladavinu obeležili događaji u susednom Iranu, odnosno islamska revolucija koja je pretila da inspiriše sličan pokret među većinskim iračkim šijitima.
Husein je smatrao kako se ta opasnost može rešiti preventivnim ratom koji bi Iraku omogućio da anektira naftom bogate teritorije jugozapadnog Iraka, gde je živela arapska etnička manjina. Husein je takođe smatrao da će u tom poduhvatu uživati podršku Zapada, kao i da će zahvaljujući revolucionarnom haosu lako pobediti.
Kada je u septembru 1980. rat započeo, ispostavilo se da ne samo Zapad, nego i SSSR i NR Kina podržavaju Irak. Međutim, Iran se pokazao pretvrdim orahom za iračke snage, koje su nakon početnih uspeha ne samo izbačene iz Irana, nego i prisiljene da brane sam Irak kojeg je Iran nastojao da osvoji i tamo instalira islamistički režim. Krvavi je rat potrajao osam godina i potpuno iscrpeo obe zemlje. Poslednje je godine obiležila pobuna Kurda, koju je Sadam Husein ugušio koristeći bojne otrove pri čemu je ubijeno između 100.000 i 200.000 ljudi. Na kraju su Irak i Iran potpisali primirje, prihvativši status quo ante bellum.
Iako se Sadam proglasio pobednikom, Irak je bio financijski iscrpljen i u dugovima, a istovremeno opskrbljen jednom od najvećih vojski na svetu. U leto 1990. je Husein odlučio da višegodišnji spor sa Kuvajtom rešiti kroz invaziju. Kuvajt je okupiran i anektiran, ali je to izazvalo zgražanje u međunarodnoj zajednici. Irak je proglašen agresorom i podvrgnut međunarodnim sankcijama, a odbijanje da se povuče je godine 1991. dovelo do kratkotrajnog zalivskog rata u kome je koalicija na čelu sa SAD desetkovala iračku vojsku i prisilila je da se povuče iz Kuvajta.
Nakon sklopljenog primirja Irak je podvrgnut oštrim ekonomskim sankcijama, koje su teško pogodile civilno stanovništvo, izazavši nestašicu hrane i lekova. U međuvremenu je Sadam Husein nakon poraza u ratu uspeo brutalno ugušiti pobune šijita i tzv. močvarnih Arapa. Takođe je ugušena pobuna Kurda, ali su Amerikanci na krajnjem severu Iraka uspostavili tzv. sigurnosnu zonu u kojoj su Kurdi ostvarili de fakto nezavisnost.
Uprkos svih tih iskušenja - uključujući i CIA-ine pokušaje podsticanja državnog udara - Huseinov režim je preževio. Irak se 1990-ih postepeno oporavljao, a uvođenje UN programa nafte za hranu je delimično ublažilo efekte sankcija te omogućilo Iraku da delomično razbije svoju diplomatsku izolaciju.
Problem koji Husein nije mogao da reši bila je kriza izazvana odbijanjem da se podvrgne sistemu UN-ovih inspekcija u svrhu zaustavljanja programa razvoja oružja za masovno uništenje čije je postojanje priznao 1991. godine. Nedostatak saradnje sa UN-ovim inspektorima je godine 1998. čak dovelo do kratkotrajne kampanje zračnih napada.

## Invazija i okupacija Iraka
Nakon napada 11. septembra 2001. godine u američkoj administraciji je zavladalo mišljenje kako je postojanje Huseinovog režima koji otvoreno prkosi SAD neprihvatljivo, kao i da će njegove zalihe oružja za masovno uništavanje poslužiti terorističkim organizacijama kao što je Al-Kaida za nove napade. Zbog toga je američka diplomatija pokrenula novu inicijativu u svrhu izglasavanja nove rezolucije Veća sigurnosti UN, kojom bi se odobrila vojna akcija s ciljem da se Irak konačno razoruža.
Iako ta inicijativa nije urodila plodom, SAD i njihovi saveznici su početkom 2003. zaključili kako su stvoreni politički uslovi da se krene u oružanu akciju rušenja Huseinovog režima. Usledio kratkotrajni rat u kojem su američke snage za mesec dana uspele da ovladaju teritorijom Iraka i svrgnu Huseina, koji je otišao u ilegalu.
Međutim, uz Huseinov režim je istovremeno kolapsirala i državna uprava, a počela se raspadati zdravstvena, obrazovna, energetska i vodovodna i druga infrastruktura iračkog društva. Savezničke okupacijske snage, koje su formalno preuzele vlast kao Koalicijska privremena uprava pokazale su se nesposobnima da reše te probleme, a niz nespretnih poteza uperenih prema osobama i institucijama bivšeg režima je izazvao široko nezadovoljstvo, pogotovo među sunitskom zajednicom.
Ti su uslovi omogućili da se stvori široki pokret otpora koji je započeo gerilske napade na koalicijske snage i Iračane koji su s njima surađivali. Taj je pokret ispočetka svoje žarište imao u tzv. Sunitskim trouglu i među najvernijim Huseinovim pristašama. Američka vojska se pokazala nesposobnom da uguši taj pokret.
Nade da će gerilska aktivnost zgasnuti sa hvatanjem Huseina u decembru 2003. su se izjalovile. Već u proljeće 2004. godine su protiv koalicijskih snaga oružje digli šijiti, a u velikim delovima Iraka su pobunjenici preuzeli vlast. Najpoznatiji je bio slučaj grada Faludže koja je mesecima pružala otpor, i koju su Amerikanci uspeli da pacifiraju tek nakon velikih žrtava krajem 2004. godine.
Koalicijska privremena uprava je formalno prestala s radom 28. 6. 2004. kada je Irak nominalno dobio suverenitet, a poslove civilne uprave preuzela privremena vlada na čelu s Ijadom Alavijem. U januaru 2005. su održani parlamentarni izbori koje su suniti uglavnom bojkotirali. Novostvorena skupština je donela ustav, i temeljem njega nove izbore u decembru iste godine. Novostvorena skupština je nakon teških pregovora za premijera izabrala Nurija el Malikija.
Početkom 2006. je bombaški napad sunitskih militanata na šijitsko svetilište al-Askari doveo do krvave odmazde Šijita prema sunitskim civilima, te kampanje međusobnog etničkog čišćenja, zbog čega je situacija u Iraku dobila obeležja građanskog rata. Nasilje je dobijalo sve veće dimenzije i svoj vrhunac imalo početkom 2007. godine. Američka administracija je tada promenila strategiju, odnosno povećala broj svojih vojnika uz istovremeno nastojanje da se političkim sredstvima umire sunitske pobunjeničke grupe. Ti su napori nakon nekoliko meseci dali određene rezultate, te se za godinu dana količina nasilja umanjila.

## Literatura
- Kriwaczek, Paul (2010). Babylon : Mesopotamia and the Birth of Civilization. Atlantic Books. ISBN 978-1-84887-157-1.
- Roux, Georges (1992). Ancient Iraq. Penguin Books. ISBN 978-0-14-012523-8.
- Gaury, Gerald De (2008). Three Kings in Baghdad: The Tragedy of Iraq's Monarchy. Bloomsbury Academic. ISBN 978-1-84511-535-7.
- Tripp, Charles R. H. (2002). A History of Iraq. Cambridge University Press. ISBN 978-0-521-87823-4.